# ナータン・ベン・イェヒエル

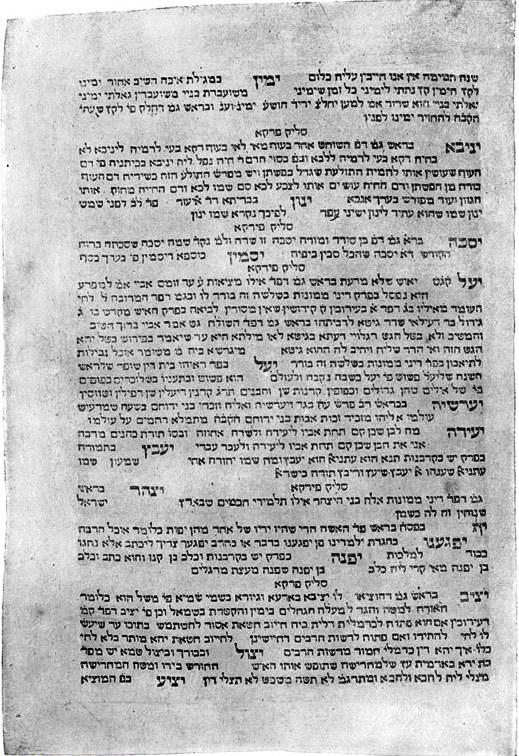
1480年以前　ローマで出版された「アールーフ」初版

ナータン・ベン・イェヒエル、ベンイェキエル（Nathan ben Jehiel, Nathan ben Jechiel, 1035年頃 - 1106年）はローマのラビ。
タルムード辞書「アールーフ　עָרוּךְ 'Arukh」を編纂した。
アールーフはユダヤ教文学史、文化史上重要な文献となっている。印刷は1480年以前にされた。